# Bruno Tobback

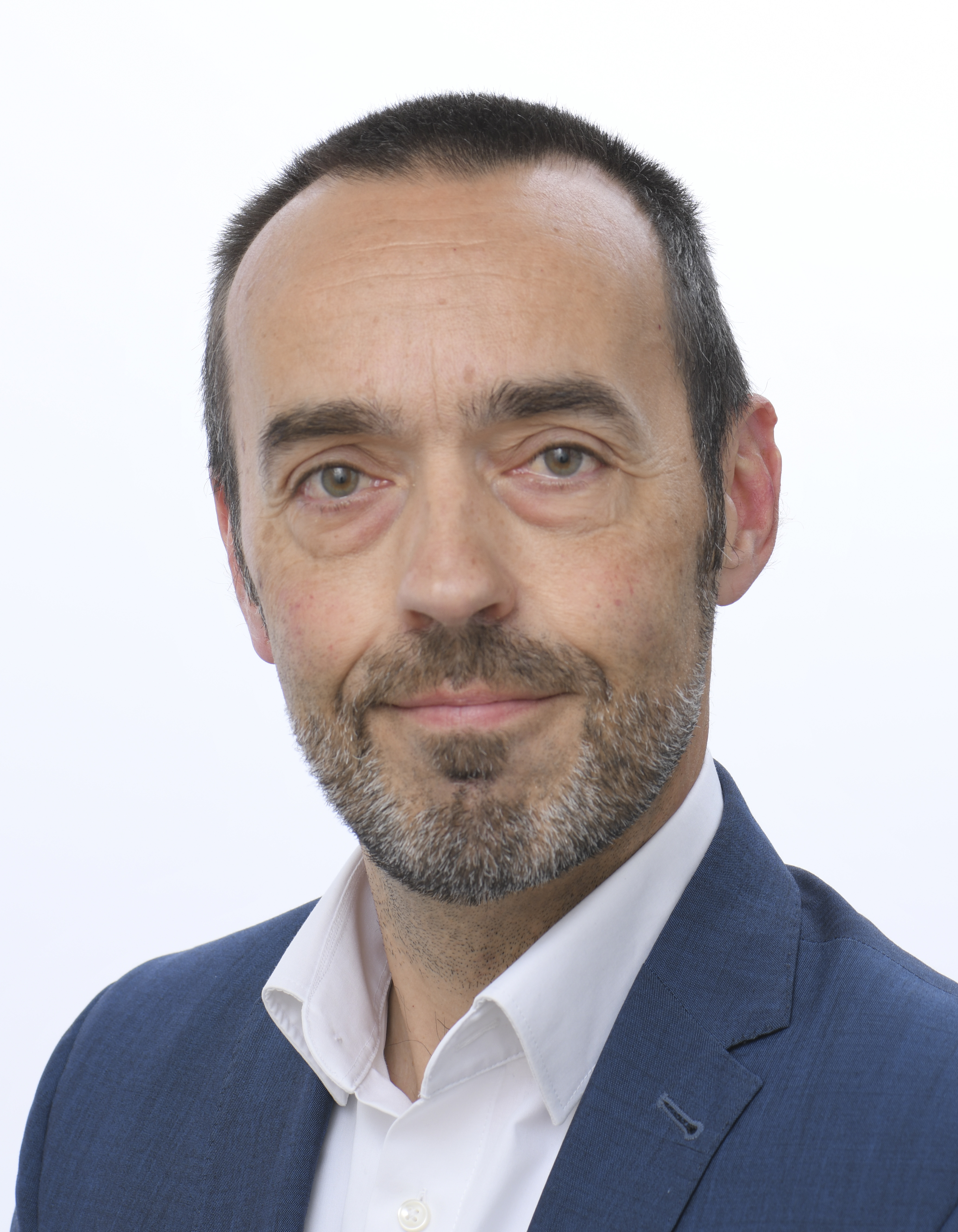
Bruno Tobback (2024)

Bruno Tobback (* 22. August 1969 in Löwen) ist ein belgischer Politiker der Vooruit. Tobback war von 2004 bis 2007 Minister für Umwelt und Pensionen und war von 2011 bis 2015 Parteivorsitzender der sp.a. Er ist der Sohn des ehemaligen Innenministers und amtierenden Bürgermeister von Löwen, Louis Tobback (sp.a).

## Leben
Bruno Tobback ist im Besitz eines Diploms in Rechtswissenschaften (Vrije Universiteit Brussel (VUB), 1992) und eines Diploms in Sozial- und Wirtschaftsrecht (Universität Gent (RUG), 1994). Von 1992 bis 1994 absolvierte er ein Praktikum an der Europäischen Kommission in den Diensten des belgischen Kommissars Karel Van Miert (SP). Im Jahr 1994 ließ er sich als Rechtsanwalt in Brüssel eintragen und war dort bis 2001 aktiv.
Seine politische Karriere begann im Jahr 1995, zuerst als Mitglied des Provinzialrates von Flämisch-Brabant und im selben Jahr noch als Mitglied des Flämischen Parlamentes. Im Jahr 2001 übernahm Tobback dort den Fraktionsvorsitz der sp.a. Im Jahr 2004 wurde Tobback zwar wieder ins flämische Parlament gewählt, blieb dort jedoch nur sehr kurze Zeit, da er zum Minister für Umwelt und Pensionen in der föderalen Regierung Verhofstadt II unter Guy Verhofstadt (Open VLD) ernannt wurde.
Nach der großen Wahlniederlage im Jahr 2007 schied die sp.a aus der Föderalregierung aus, Tobback blieb aber Abgeordneter. Nach den Föderalwahlen vom 25. Mai 2014 wechselste er ins Flämische Parlament.
Den Vorsitz der sp.a übernahm Bruno Tobback am 18. September 2011, nachdem er als einziger Kandidat für die Nachfolge von Caroline Gennez (sp.a) angetreten war. Vier Jahre später, nach den für die sp.a wenig erfolgreichen Föderal- und Regionalwahlen vom 25. Mai 2014, wurde er von John Crombez (sp.a) an der Parteispitze abgelöst, nachdem er diesem in der parteiinternen Wahl unterlag.
Bruno Tobback ist Großoffizier des Leopoldsordens.

## Übersicht der politischen Ämter
- 1995: Mitglied des Provinzialrates von Flämisch-Brabant
- 1995 – 2007: Mitglied des Flämischen Parlamentes (teilweise verhindert)
- 2004 – 2007: Föderaler Minister für Umwelt und Pensionen in der Regierung Verhofstadt II
- 2007 – 2014: Mitglied der föderalen Abgeordnetenkammer
- 2014 – heute: Mitglied des Flämischen Parlamentes